# Regeringsformatie België 1931
Na de val van de regering-Jaspar III op 21 mei 1931 ging de formatie van een nieuwe Belgische regering van start. De formatie duurde zestien dagen en leidde tot de vorming van de regering-Renkin I.

## Aanloop naar de formatie

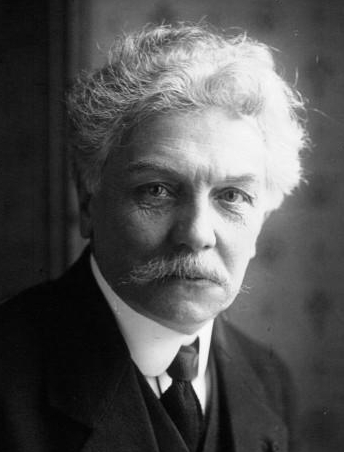
Henri Jaspar.

Sinds december 1929 was de regering-Jaspar III in functie, een coalitie van de Katholieke Unie en de Liberale Partij. In de loop van de regeerperiode ontstond er steeds meer interne onenigheid in de regering. In maart 1931 voerde de regering bezuinigingen door die bekritiseerd werden door de christendemocratische katholieken en de radicale liberalen. Daarnaast wilde de regering taalwetten doorvoeren die de positie van het Nederlands in Vlaanderen moesten verbeteren, maar tegen de borst stuitten van de liberalen, die de Franstalige minderheid in Vlaanderen wilden beschermen. De val van de regering werd echter veroorzaakt door de door de christendemocratische katholieken afgedwongen inkrimping van het defensiebudget.  De liberalen waren hier niet mee opgezet en in de Kamerzitting van 21 mei 1931 nam de kersverse liberale minister van PTT François Bovesse ontslag en zegde de liberale voorzitter Albert Devèze het vertrouwen in de regering-Jaspar III op. Dezelfde dag nog bood premier Henri Jaspar (Katholieke Unie) aan koning Albert I het ontslag van zijn regering in. De koning aanvaardde het ontslag en de regering werd belast met de afhandeling van de lopende zaken.

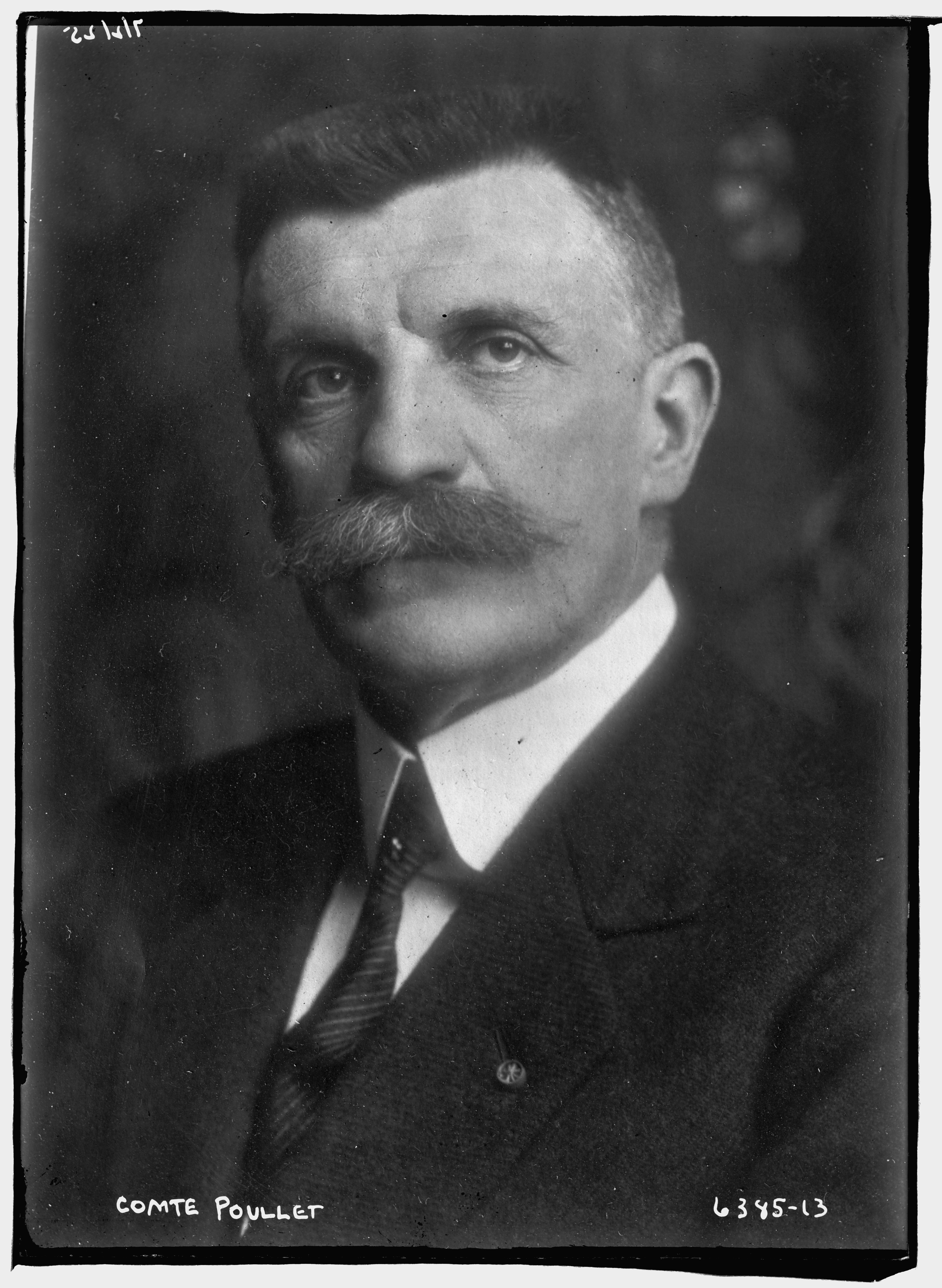
Prosper Poullet.

De volgende dag begon de koning met zijn raadplegingen om een oplossing te vinden voor de politieke crisis. Naast Kamervoorzitter Jules Poncelet, Jules Renkin, de voorzitter van de katholieke Kamerfractie, de liberale voorzitter Albert Devèze en Emile Vandervelde, de leider van de socialistische BWP-POB ontving Albert I ook nog Frans Van Cauwelaert, voorzitter van de Katholieke Vlaamsche Kamergroep, voormalig minister Fulgence Masson (liberaal), voormalig premier Prosper Poullet (katholiek), voormalig minister Camille Huysmans (BWP) en gewezen Kamervoorzitter Emile Brunet (POB). Op 23 mei werden minister van Buitenlandse Zaken Paul Hymans (liberaal) en Paul Segers, voorzitter van de Federatie van Katholieke Kringen en Conservatieve Verenigingen ― de conservatieve afdeling van de Katholieke Unie ― geraadpleegd. Na een rustpauze van twee dagen omwille van Pinksteren ontving de koning op 26 mei 1931 minister van Justitie Paul-Emile Janson (liberaal), waarna hij enkele uren later voormalig premier Prosper Poullet vroeg om een regering te vormen. Poullet weigerde echter wegens gezondheidsredenen.

## Verkenner Jules Renkin (27 mei - 3 juni 1931)

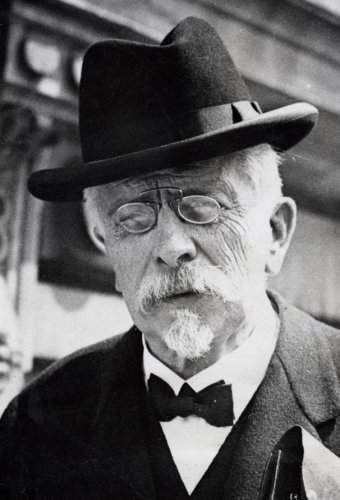
Jules Renkin.

Op 27 mei bood de koning een formateursopdracht aan aan Jules Renkin, de voorzitter van de katholieke Kamerfractie. Renkin hield zijn antwoord in beraad en wilde eerst verkennende gesprekken voeren met katholieke en liberale politici alvorens een definitieve beslissing te nemen. Dezelfde dag beslisten de liberale parlementaire fracties dat hun voorkeur uitging naar een nieuwe regering met de katholieken, maar dat ze eerst het programma van de regering wilden kennen vooraleer ze een definitieve beslissing namen over regeringsdeelname. Op 28 mei ontving Renkin een delegatie katholieken bestaande uit Frans Van Cauwelaert, Paul Segers, voormalig minister Paul Tschoffen, minister van Arbeid en Nijverheid Hendrik Heyman, senator Georges Rutten en Kamerleden Hendrik Marck, Philip Van Isacker, Gustaaf Sap, Edmond Rubbens en Emile van Dievoet om de wensen van de Vlaamse katholieken op het vlak van het taalregime in het onderwijs, het leger, rechtbanken en het bestuur te bespreken.
De volgende dag had Renkin een onderhoud met een liberale delegatie samengesteld uit voorzitter Albert Devèze, ministers Paul Hymans, Paul-Emile Janson, François Bovesse en Robert Petitjean, Kamerleden Adolphe Max en Paul Baelde en senatoren Emile Digneffe en Octave Dierckx om hun standpunten over de taalkwestie te horen. Vervolgens riep hij opnieuw de katholieke delegatie samen om te kijken in hoeverre overeenstemming mogelijk was tussen de standpunten van de Vlaamsgezinde katholieken en de liberalen over de taalkwestie. Omdat er nog veel onenigheid bestond over de taalkwestie, werd op 30 mei de hele dag verder onderhandeld over dit thema en ook over de kwestie van het defensiebudget. Tegelijkertijd bracht Renkin de liberale voorzitter Albert Devèze op de hoogte van de grondslagen waarop hij een regering meende te kunnen vormen, zowel van taalkundige, financiële als militaire aard. Op 1 juni spraken de liberale fracties zich uit over die grondslagen en keurden ze enkele tegenvoorstellen goed: er mocht niet geraakt worden aan het defensiebudget en er moesten op taalgebied een aantal maatregelen ten gunste van Franstalige Vlamingen worden genomen. Een dag later spraken de katholieke fracties hun steun uit voor de regeringsplannen van Renkin en verwierpen ze de tegenvoorstellen van de liberalen. Niettemin bleven de katholieken en liberalen verder onderhandelen over een regeerakkoord, omdat Renkin dreigde om desnoods een regering zonder de liberalen te vormen, die het principe van regionale eentaligheid zou doorvoeren, waar de liberalen voor huiverden. Dezelfde dag nog kwamen de katholieken Hendrik Heyman, Georges Rutten, Cyrille Van Overbergh, Henri Carton de Tournai en Ignace Sinzot en de liberalen Albert Devèze, Robert Petitjean, Jules Ingenbleek, François Bovesse en Emile Digneffe bijeen om de taalkwestie in het onderwijs te bespreken, waarbij overeenstemming werd bereikt.

## Formateur Jules Renkin (3 juni - 6 juni 1931)
Nadat de katholieken en liberalen overeenstemming hadden bereikt over het taalbeleid, ging Renkin op 3 mei akkoord om formateur te worden, waarna hij begon aan de onderhandelingen over de samenstelling van de regering. Op 4 juni onderbrak Renkin deze onderhandelingen nadat er bij de Vlaamse katholieken ongenoegen was ontstaan over de overeenkomst over het taalbeleid, waarbij er volgens hen te veel toegevingen aan de liberalen zouden zijn gedaan. Dezelfde dag nog hield Renkin een vergadering tussen de katholieken Frans Van Cauwelaert, Gustaaf Sap, Hendrik Heyman en Paul Segers en de liberale voorzitter Albert Devèze om de plooien glad te strijken. Op deze meeting werd een definitief vergelijk gevonden over de taalkwestie, waarbij nog enkele toegevingen werden gedaan aan de Vlaamse katholieken. De volgende dag werden de besprekingen over de verdeling van de ministerportefeuilles hervat en dezelfde dag nog werd een akkoord bereikt over de samenstelling van de regering. De regering-Renkin I telde twaalf ministers, zeven katholieken en vijf liberalen. De zetelende ministers Maurice Houtart, Hendrik Heyman, Jules Van Caenegem (allen katholieken), Paul Hymans, François Bovesse en Robert Petitjean (allen liberalen) bleven in functie. De nieuwkomers in de regering waren de katholieken Jules Renkin, Philip Van Isacker, Emile van Dievoet en Paul Crokaert en de liberalen Léon Dens en Fernand Cocq, die de volgende dag de eed aflegden in handen van de koning.
Op 11 juni 1931 werd in de Kamer en de Senaat de regeerverklaring voorgelezen. In de Kamer werd dit gedaan door premier Jules Renkin, die de regeerverklaring in beide landstalen voorlas. In de Senaat namen ministers Paul Hymans en Léon Dens deze taak voor hun rekening, respectievelijk in het Frans en het Nederlands. De speerpunten van deze verklaringen waren als volgt:
- op financieel vlak wilde de regering zich wijden aan het herstel van de precaire financiële toestand. Daartoe werd een deflatiepolitiek gevoerd.
- op buitenlands vlak zette de regering haar beleid van internationale samenwerking en vrede verder en ging ze initiatieven treffen om de buitenlandse handel te handhaven of uit te breiden.
- de regering vroeg aan het parlement om het defensiebudget te verhogen om de verdediging van de landsgrenzen te verzekeren.
- op taalgebied wilde de regering zo snel mogelijk de taalwetten inzake bestuurszaken en het lager en middelbaar onderwijs doorvoeren. De taalkwestie in het gerecht werd doorverwezen naar een parlementaire commissie en de taalwetgeving in het leger werd voorlopig niet gewijzigd.
- het beleid van sociale hervormingen werd voortgezet en de werkloosheidssteun werd uitgebreid.

Op 18 juni gaf de Kamer haar vertrouwen aan de regering, op 30 juni 1931 deed de Senaat hetzelfde.
1919 · 1920 · 1921 · 1923 · 1924 · 1925 · 1926 · 1927 · 1929 · 1931 · mei 1932 · okt. 1932 · dec. 1932 · jun. 1934 · nov. 1934 · 1935 · 1936 · 1937 · 1938 ·  feb. 1939 · apr. 1939 · 1940 · 1944 · 1945 · feb-mrt 1946 · jul-aug 1946 · 1947 · 1948 · 1949 · jun 1950 · aug 1950 · 1952 · 1954 · jun. 1958 · nov. 1958 · 1961 · 1965 · 1966 · 1968 · 1971/72  · 1972/73 · 1974 · 1977 · 1978 · 1978/79 · apr.-mei 1980 · okt. 1980 · apr. 1981 · nov.-dec. 1981 · 1985 · oktober 1987 · 1987/88 · 1991/92 · 1995 · 1999 · 2003 · 2007 · 2008 · 2010/11 · 2014 · 2019/20 · 2024/25